# Jules Bonnot
Jules Joseph Bonnot (ur. 14 października 1876 w Pont-de-Roide, zm. 27 kwietnia 1912 w Choisy-le-Roi) – francuski anarchista, przywódca illegalistycznej grupy określanej przez współczesną prasę jako gang Bonnota.

## Życiorys

### Wczesna działalność
Urodził się w rodzinie robotniczej, jako dziesięciolatek stracił matkę. Ze względu na trudności chłopca w szkole jego ojciec, sam niepiśmienny, zdecydował się wysłać go do pracy zarobkowej w wieku 14 lat. Już rok później Bonnot był po raz pierwszy notowany za drobne kradzieże. W 1901 ożenił się z krawcową imieniem Sophie, z którą wyjechał do Genewy w poszukiwaniu lepszej pracy. W Szwajcarii po raz pierwszy zetknął się z ideami anarchistycznymi, których został czynnym zwolennikiem. Jego zaangażowanie w propagandę anarchistyczną sprawiło, że został wydalony ze Szwajcarii.
Po powrocie do Francji pracował w zakładach automobilowych w Lyonie, a następnie w Saint-Étienne, gdzie był czynnym działaczem związkowym i organizatorem strajków. W tym czasie stracił żonę, która uciekła razem z dzieckiem za granicę, nawiązawszy romans z innym robotnikiem tej samej fabryki. Bonnot również stracił zatrudnienie i do 1910 utrzymywał się jedynie z dorywczych zajęć oraz włamań razem ze swoim wspólnikiem Platano. W 1910 pracował w Londynie jako kierowca Arthura Conana Doyle’a.

### Gang Bonnota
W końcu 1910 Bonnot i Platano wrócili do Lyonu, który musieli szybko opuścić w obawie przed aresztowaniem. W drodze do Paryża w niewyjaśnionych okolicznościach zginął Platano; Bonnot utrzymywał, że jego wspólnik przypadkowo zastrzelił się z własnego pistoletu. Po dotarciu do stolicy Bonnot skontaktował się z grupą anarchoindywidualistów skupionych wokół czasopisma Anarchia i przejął w niej faktyczne przywództwo. Entuzjastycznie przyjął koncepcję Octave’a Garniera, by grupa oparła swoją działalność na napadach rabunkowych. Znajomość modeli automobili, jaką posiadał Bonnot, okazała się kluczowa dla dalszego powodzenia gangu.
Uczestniczył w szeregu napadów rabunkowych na banki, konwoje z pieniędzmi oraz osoby prywatne. Przypadkowo zaskoczony przez grupę żandarmów w Ivry-sur-Seine, został wyśledzony w Choisy-le-Roi i zmarł w wyniku ran odniesionych w strzelaninie.